# Victor Artus
Pour les articles homonymes, voir Artus.
Victor Artus est un pilote français de char à voile, de catégorie Classe Promo et Classe 3.

## Palmarès

### Championnats du monde
- Médaille d'or en 2008, à Rada Tilly,  Argentine
- Médaille d'or en 2010, à La Panne,  Belgique
- Médaille d'or en 2012, à Cherrueix,  France

### Championnats d'Europe
- Médaille d'or en en 2009, à Sankt Peter-Ording,  Allemagne
- Médaille d'argent en en 2011, à Hoylake,  Royaume-Uni

### Championnats de France
- Champion de France de 2006 à 2010 en Classe Promo.
- Champion de France 2012 en Classe 3.